# Emanuelly Remoaldo
Emanuelly Keilla Remoaldo (Água Doce, 11 de dezembro de 2000) é uma atleta paralímpica brasileira.

## Biografia
Emanuelly Remoaldo é uma medalhista em voleibol sentado e atletismo. Em 2016, conquistou medalha de prata nos 400m T35 no Open Internacional de Berlim.
Aos 12 anos, tornou-se recordista brasileira de atletismo nos 100, 200 e 400 metros em um período de seis anos consecutivos .
No ano de 2017, ganhou o Troféu Guga Kuerten de Excelência no Esporte Nacional, concedido pela federação esportiva e entidade do paradesporto brasileiro.
Emanuelly, ao longo da carreira, coleciona vários títulos e recordes brasileiros na classe T35. 